# 巴勒斯坦地区

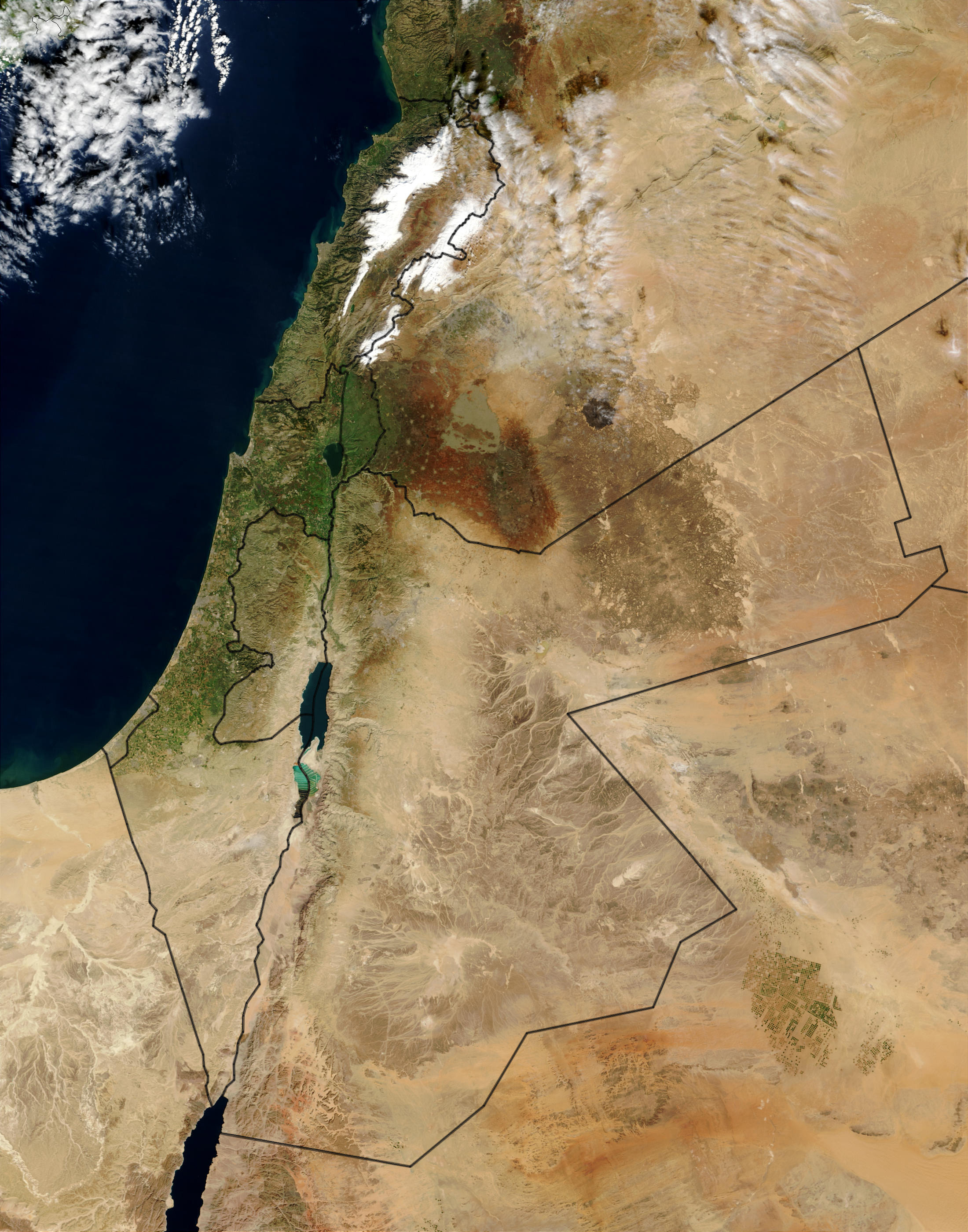
巴勒斯坦地區的衛星圖，攝於2003年。

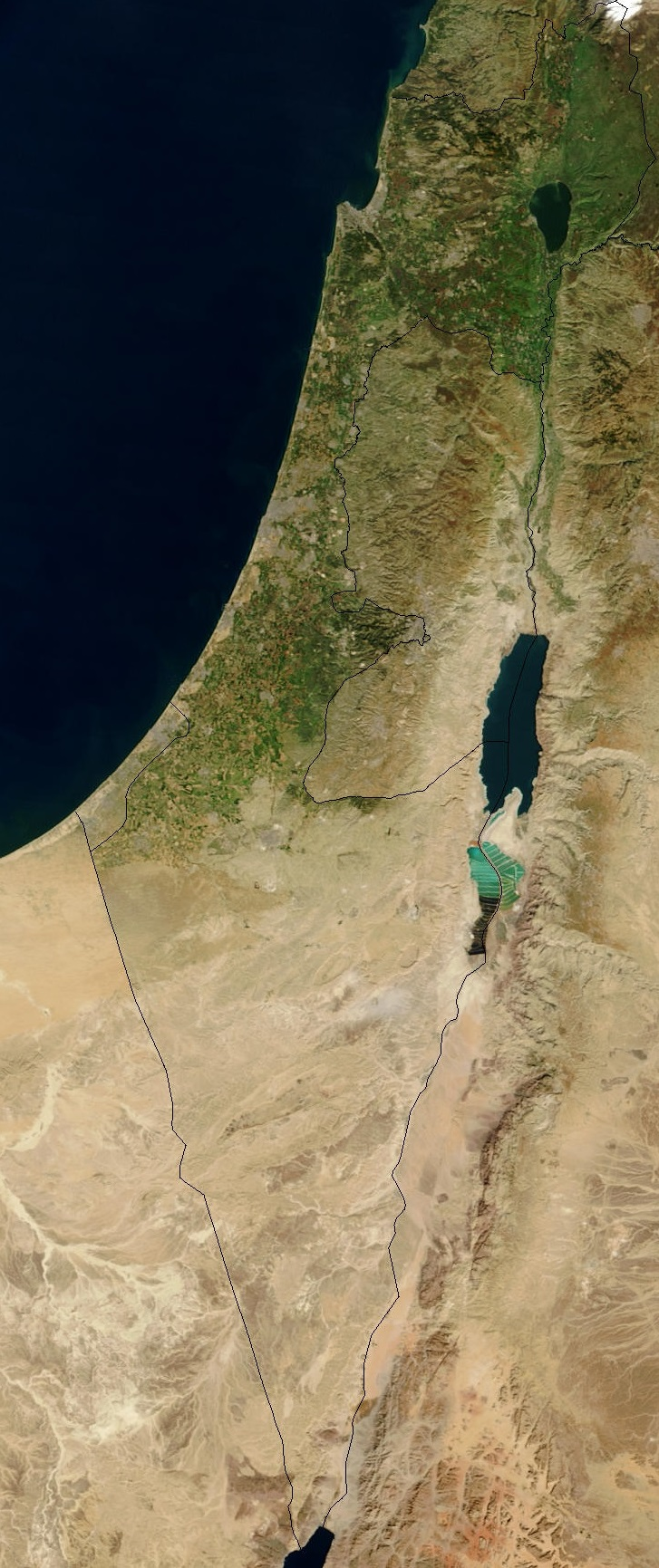
巴勒斯坦地區

巴勒斯坦（希臘語：Παλαιστίνη）是中東的一個地區，從中東地中海東岸一直延伸進入亞歐大陸內部。今天的以色列、約旦河西岸地區、加沙走廊以及約旦西部均位於巴勒斯坦地區範圍內，但由於該地域的邊界隨歷史上行政區劃的不同而不斷變化，所以至今還沒有完全確定的邊界。
巴勒斯坦地區是猶太教和基督教的發源地，耶路撒冷是猶太教和基督教的最神聖的聖城，但同時也是伊斯蘭教的第三大聖城，故其對三大教來說都具有深厚的宗教和政治意義，但亦因此令該地由古至今衝突不斷，從中世紀的十字軍東征到今日的以巴衝突，戰火至今仍未能平息。

## 詞源
巴勒斯坦的辞源是希伯来语对古代非利士人的称呼，指从海上入侵迦南地的民族，那是至少3500年前的事情，在亚述文中地中海西南部的海岸被称为「Pilaschtu」。古希腊历史学家希罗多德的文章中出现了「叙利亚的巴勒斯坦」这个名字，来描写从今天的黎巴嫩到埃及的海岸地区。这个名字被古罗马人延用引入拉丁语。
公元135年，罗马帝国在镇压猶太人大起義后，将犹太省的名字改为敘利亞巴勒斯坦，来消除对犹太人的记忆。当时耶路撒冷也被改名为「爱利亚加比多连」，犹太人禁止进入这座城市，並自此流散于世界各地。

## 历史

第一次中東戰爭

### 古代
公元前20世纪前后，闪米特族的迦南人定居在巴勒斯坦的沿海平原。前13世纪，腓尼基人在沿海建立国家。
前12世纪，犹太人的祖先希伯来部落迁此，于前11世纪建立王国，之後一直受古埃及統治直到公元前10世紀撤出巴勒斯坦地區。前931年所羅門王死後分裂为北部的以色列王国和南部的犹太王国，其后先后受到新亚述帝國、新巴比伦帝國、波斯第一帝國、希臘帝國、塞琉古帝國、托勒密埃及等帝国的统治。塞琉古及托勒密兩國多次在巴勒斯坦地區發生戰爭，最終塞琉古奪得控制權但當地又發生馬加比家族起義，並得以成立哈斯蒙尼王朝但宗主國為塞琉古。塞琉古帝國被安息帝國及羅馬共和國弄至崩潰滅亡後哈斯蒙尼王朝獨立，但很快於公元前63年又被羅馬共和國入侵佔領，成為猶太行省直到阿拉伯帝國的到來。
基督徒认为，耶穌基督诞生时，他的出生地伯利恆位于罗马帝国的猶太行省。後來由于猶太人的復國運動不斷，羅馬帝國把這個省改稱為巴勒斯坦省。罗马帝国分裂后它成为東羅馬帝国（拜占庭）的一个省。

### 伊斯兰化
巴勒斯坦地區於602年-628年的東羅馬－薩珊戰爭發生戲劇性的變化。波斯薩珊王朝於613年攻佔整個巴勒斯坦地區以及埃及、敘利亞，隨後東羅馬反擊重新收復，剛好阿拉伯人在伊斯兰教兴起后开始向阿拉伯半岛以外的地区大举扩张，公元638年，阿拉伯帝國穆斯林军队占领耶路撒冷並順便滅了波斯帝國及重創了東羅馬帝國，君士坦丁堡當局亦自此永久失去了對巴勒斯坦地區的控制。691年，他们在圣殿山上建造了圓頂清真寺。随后信仰伊斯兰教的阿拉伯人开始向巴勒斯坦地区大规模移民，同时开始有部分当地居民加入了伊斯兰教。但当时巴勒斯坦地区当地土著居民大多仍信仰基督教，并没有因阿拉伯帝国的急剧扩张而立刻阿拉伯化和伊斯兰化。但后来由于各种原因，巴勒斯坦土著居民主体上逐步阿拉伯化和伊斯兰化了，与其阿拉伯邻居和半岛阿拉伯人并无二致了。很快巴勒斯坦隨後又成為法蒂瑪王朝及塞爾柱帝國之間的戰場。
與此同時十字军东征趕走了法蒂瑪及塞爾柱，1099年建立的耶路撒冷王國以及伊斯兰教的圣战将基督教和伊斯兰教的冲突带到了巴勒斯坦。蒙古第三次西征時曾入侵過巴勒斯坦。1291年埃及馬木留克王朝的穆斯林滅了耶路撒冷王國及所有的十字軍國家徹底佔領巴勒斯坦。
1516年鄂圖曼土耳其帝國征服埃及馬木留克。由1516年直到第一次世界大战末，巴勒斯坦是鄂圖曼帝國的一部分。

### 英国保护
第一次世界大战後鄂圖曼帝國崩潰，英国占领巴勒斯坦。1917年，犹太人约占巴勒斯坦人口的9%，持有的土地占巴勒斯坦土地总面积的2.5%。1920年巴勒斯坦正式成为英国的保护地區。1923年5月26日在巴勒斯坦的東部约旦王国成立。第二次世界大战后巴勒斯坦再次提上议程。
1947年联合国建议在这里分建一个犹太国家和一个阿拉伯国家。同年犹太人占巴勒斯坦人口的32％，土地增加到巴勒斯坦总面积的6.2%。

### 谋求独立
1948年5月14日以色列國正式成立，这导致了巴勒斯坦战争的爆发。许多巴勒斯坦人将这个日期看作（未完成的）巴勒斯坦独立日。
巴勒斯坦解放组织成立后，阿拉伯国家联盟和联合国都将它认可为巴勒斯坦人的合法的和唯一的代表。由其推动成立的巴勒斯坦国至今已与世界上超过一百多个国家建立有外交关系。1993年9月13日巴勒斯坦解放组织和以色列互相承认。

### 巴勒斯坦內戰
於2007年6月12日至6月14日發生，這場戰爭是法塔赫與哈馬斯之間的衝突，結果巴勒斯坦自此被分裂成兩個政權——哈馬斯控制加沙地帶和法塔赫控制約旦河西岸。

## 政局
巴勒斯坦地區因歷史上的各種複雜糾葛，使得猶太人和阿拉伯人皆認為該地區是其固有領土，並不惜為此訴諸武力。現今在政治上主要分為以色列国和巴勒斯坦国兩個國家，前者為猶太人所建立，後者為阿拉伯人所建立。但即使如此，巴勒斯坦至今未能正式立國，以巴衝突仍在延續。巴勒斯坦地区总面积27,090平方公里。

### 以色列
猶太人約在公元前1200年開始定居於猶太省（羅馬統治後改成巴勒斯坦），並在此生活了千年之久。
猶太人曾在此建立以色列王國。日後該王國分裂為兩小王國即以色列王國及猶太王國，並分別為新亞述帝國和新巴比倫帝國所滅。135年因猶太人暴動，統治巴勒斯坦地區的羅馬帝國將猶太人逐出該地區並將猶太地改名為巴勒斯坦，並由非猶太居民移入，不過還是有部分猶太人繼續居住在此，稱為巴勒斯坦猶太人。身為少數民族，信仰的宗教也不同，時與當地阿拉伯人有所衝突。

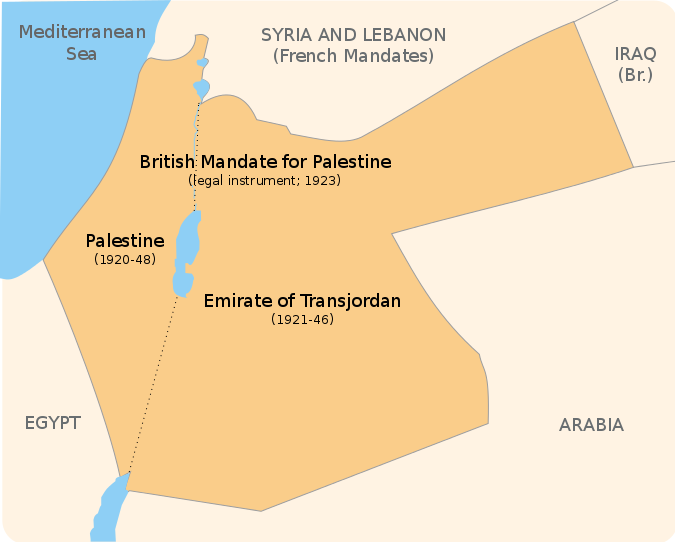
1920年之前的巴勒斯坦地区

巴勒斯坦旗帜（1920-1924）

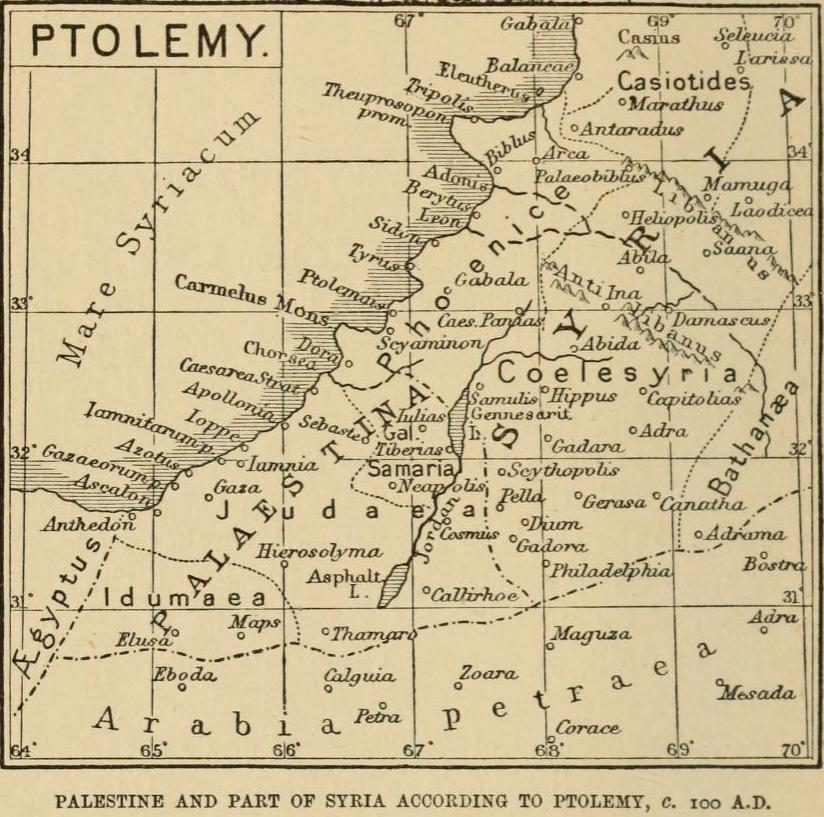
1889年时的巴勒斯坦

由於分居各地的猶太人受到各種差別對待，猶太復國運動一直未息。自19世紀末錫安主義興起後，1917年英國政府發佈貝爾福宣言表態支持猶太復國運動，在巴勒斯坦也掀起數波猶太人回歸運動，使得當地猶太人比率不斷升高。然而因猶太人離去已約2000年，長久以來早已成為阿拉伯人的傳統領域，此種「回歸」事實上也對當地阿拉伯居民造成嚴重傷害，認為猶太人侵略他們居住數千年的土地，因而以阿衝突事件的升高也與猶太人的數量成正比。然而猶太復國運動已成趨勢，西方國家如英國亦表態支持，加上第二次世界大戰猶太人大屠殺，使美國支持以色列立國。不顧當地阿拉伯裔居民強烈表態反對，猶太人透過西方列強的支持於1948年復國，歸回被趕出之地，建立今日的以色列。

### 巴勒斯坦國
1988年11月15日，在阿爾及利亞首都阿爾及爾舉行的巴勒斯坦全國委員會第19次特別會議通過《獨立宣言》，宣布在巴勒斯坦土地上建立一個位於約旦河西岸及加沙地带、首都為耶路撒冷的「巴勒斯坦國」。這次獨立宣言後來成為巴勒斯坦同意承認以色列，作為兩國共存的方案。
2012年11月29日，聯合國大會通過67/19號決議授予巴勒斯坦非會員觀察員國地位。美國和以色列投下反對票。
2014年12月17日，歐洲議會以498票贊成、88票反對、111票棄權，原則上承認巴勒斯坦的國家地位。
2015年5月13日，梵蒂岡正式承認巴勒斯坦的國家地位，拍板定案與其締結的第一份條約內容。此舉讓教廷實質承認巴勒斯坦國的做法有了法源依據。